# Nicolaus Otto von Wickede

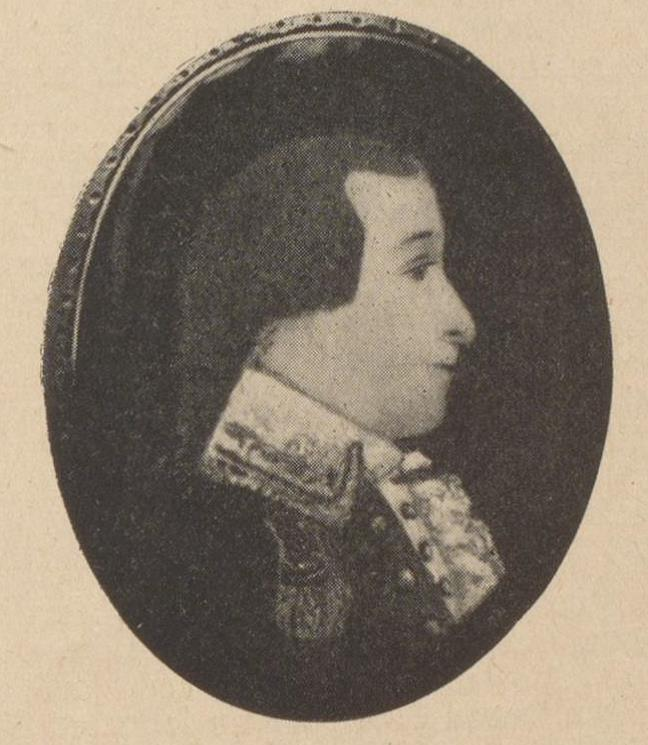
Nicolaus Otto von Wickede, zeitgenössische Miniaturmalerei

Schattenriss (1779) in der Silhouetten-Sammlung Schubert seines Schwagers Carl Schubert

Nicolaus Otto von Wickede (* 7. Oktober 1757; † 19. September 1793 in Ratzeburg) war ein deutscher Verwaltungsjurist und mecklenburg-strelitzischer Drost im Fürstentum Ratzeburg.

## Leben
Nicolaus Otto von Wickede war der zweite Sohn des Amtmanns Bernhard Gotthard von Wickede (1721–1784) und der jüngere Bruder von Johann Friedrich von Wickede. Er besuchte die Domschule in Ratzeburg und ab 1777 das Katharineum zu Lübeck. Von 1778 bis 1781 studierte er Rechtswissenschaften, Verwaltung und Ökonomie an der Universität Göttingen. Es folgte 1781/82 eine praktische Ausbildung auf einem Gut bei Ratzeburg.
1782 beantragte sein Vater, ihn als Assistenten einsetzen zu können. Er wurde auf dem Domhof Ratzeburg examiniert und erhielt die Approbation als Advocat. Nach und nach übernahm er immer mehr Aufgaben seines Vaters, und nach dessen Tod wurde er am  10. Februar 1784 zum Amtmann im Fürstentum Ratzeburg ernannt.  1786 wurde er am 23. Januar Oberamtmann und am 6. Dezember Drost. 1788 erhielt er Sitz und Stimme in der herzoglichen Kammer zu Ratzeburg. Er bewohnte die Daldorfsche Kurie auf dem Domhof (Domhof 25).
1786 pachtete er die Meierei in Römnitz, gab diese Pacht jedoch 1792 auf. Er starb schon im folgenden Jahr im Alter von 36 Jahren und wurde auf dem Friedhof am Ratzeburger Dom begraben.
1784 heiratete er Sophie, geb. Schubert (* 24. Oktober 1764 in Ratzeburg; † 28. Oktober 1822), eine Tochter des Sekretärs der kurhannoverschen Regierung in Ratzeburg Johann Daniel Schubert. Zwei seiner Schwestern heirateten Brüder seiner Frau. Das Paar hatte sechs Söhne und zwei Töchter. Davon wurde Friedrich August von Wickede (1788–1854) Stadthauptmann und Bürgermeister von Mölln, Adolf Johann Otto von Wickede war Forstbeamter und Vermesser in mecklenburgischen Diensten.